# C. Lewis Cocke
Charles Lewis Cocke (* 1940) ist ein US-amerikanischer Physiker.
Cocke erhielt den 1962 den BA am Haverford College und 1967 den PhD für Physik am California Institute of Technology. Er wechselte für zwei Jahre nach Straßburg an das Centre de Recherches Nucléaires. Seit 1969 ist Cocke an der Kansas State University und derzeit Direktor am J. R. Macdonald Laboratory. Er war auch als Gastprofessor an der Universität Aarhus, der Johann Wolfgang Goethe-Universität Frankfurt am Main, dem Lawrence Berkeley National Laboratory und der Universität Stockholm tätig.
Seine Forschungsschwerpunkte befassen sich in der Atomphysik mit energetischen Ion-Atom-Kollisionen, besonders mit hoch geladenen Ionen.

## Auszeichnungen
- 1991: Max-Planck-Forschungspreis im Bereich Physik/Astronomie/Geowissenschaften
- 1991: Alexander-von-Humboldt-Preis der Universitäten Frankfurt und Gießen
- 2003: Conoco Distinguished Graduate Faculty award
- 2004: Olin K. Petefish Award
- 2005: Ehrendoktor der Universität Frankfurt
- 2006: Davisson-Germer-Preis[2]
- Fellow der American Physical Society (1980)
- Fellow der American Association for the Advancement of Science
- Mitglied der American Chemical Society